# Юність (Ніжинський район)
Юність — селище в Україні, у Вертіївській сільській громаді Ніжинського району Чернігівської області. 
Злилося із дачним селищем «Юність». Постійного населення не має, але має сезонне населення за рахунок дачників. Поруч розташований ботанічний заказник «Зайцеві Сосни». 
Через селище проходить залізниця, станція «Заячі Сосни».

## Історія
12 червня 2020 року, відповідно до розпорядження Кабінету Міністрів України № 730-р «Про визначення адміністративних центрів та затвердження територій територіальних громад Чернігівської області», увійшло до складу Вертіївської сільської громади.
19 липня 2020 року, в результаті адміністративно-територіальної реформи, увійшло до складу новоутвореного Ніжинського району.